# 熟れコミ
熟れコミ（うれコミ）とは、日本のアダルトビデオシリーズ。

## 概要
熟女AV専門メーカーマドンナの製作により、「人妻熟女」を主題として2012年からリリースされている。
成年向け漫画を原作としたシリーズであり、原作漫画のストーリーや場面描写を忠実に実写化する事を主眼においた作風となっている。そのため、登場人物の名称や設定、服装や髪型も可能な限り再現される他、作中に原作漫画のカットインが入る演出が行われる。また、原作題名と原作者名に加えてキャッチコピーも込みで長大な作品タイトルとする点も特徴的である。
原作となるコミックス1冊分を元に一作品を再現する為、長編作品では巻数と比例した作品数となる。なお、コンセプトは「人妻熟女」となっているものの、上原亜衣主演の若妻もの『つぼみな奥さん』（原作：ポン貴花田）のように、若手女優による熟女をテーマとしない作品も存在する。新旧織り交ぜた商業単行本の実写化が中心だが、『母親失格』シリーズ（原作：華フック）や『母娘の檻〜地獄の始まり〜』（原作：四畳半書房）のように同人作品を原作とする作品も存在する。

## 作品

### シリーズ作品
- 中華なると原作 隷従契約〜美囚芸能オフィス〜緑川沙樹編（2012年12月25日）出演[1]：川上ゆう / 羽月希
- 艶々原作長編コミック実写化!! たとえば母が1 コミック1・2巻分を特大収録!!（2013年1月7日）出演[2]：風間ゆみ / 沙月由奈 / 松下美雪
- 中華なると原作 隷従契約〜美囚芸能オフィス〜蒼居裕美編（2013年1月25日）出演[3]：羽月希 / 川上ゆう / 深田梨菜
- 艶々原作長編コミック実写化!! たとえば母が2 コミック3・4巻分が収録された第二弾!!（2013年2月7日）出演[4]：風間ゆみ / 松下美雪
- 艶々原作長編コミック実写化!! たとえば母が3 コミック5・6巻を収録した感動の最終巻!!（201年3月7日）出演[5]：風間ゆみ /高橋美緒 / 松下美雪
- 凌辱の鬼才 鬼窪浩久原作!! 人妻隷嬢 真理子 超絶調教コミックが念願の実写化!!（2013年4月7日）出演[6]：結城みさ / 朝桐光 / 七色さやか
- 熟女肉感キング 風船クラブ原作 勃起する母、濡れる息子 「ム･レ･マ･マ」&「熟恋」の2作品を完全収録!!（2013年5月7日）出演[7][8]：村上涼子 / 当真ゆき / 七瀬ゆい
- 原作 唄飛鳥×主演 マドンナ専属女優 侵蝕の刻〜兄嫁の咽び〜 禁断の寝取られ調教を忠実に実写化!!（2013年6月25日）出演[9]：白木優子
- 御手洗佑樹原作!! 話題の過激電子コミック実写化!! 人妻落とし（2013年7月25日）出演[10]：北条麻妃 / 翔田千里 / 細川まり / 藤下梨花 / 筒井まりか / 早川なお
- 原作・艶々 × 宇野みづき 密やかに熟れる花 背徳コミックの名作ついに実写化!!（2013年9月13日）出演[11]：愛田奈々
- 人気同人コミックがついに熟れコミ登場!! 母親失格 私と息子のメス豚寝取られ性教育 華フック原作 近親凌辱長編!!（2013年11月25日）出演[12]：翔田千里
- 中華なると原作 最新作コミック実写化!! 人妻雪絵〜喉腰悦楽園〜 信頼の実写化レーベル「熟れコミ」創設1周年!!（2013年12月25日）出演[13]：森ななこ
- ついに登場!! 原作・彩画堂 人妻オードリーさんの秘密 30歳からの不良妻講座 押しに弱い人妻 鳳さんと男達とのヤリまくり物語を実写化!!（2014年4月25日）出演[14]：波多野結衣 / 西條るり
- 衝撃の同人コミック再び実写化!! 母親失格 私と息子のメス豚寝取られ復讐劇 華フック原作第二弾!! 母子凌辱寝取られコミック続編!!（2014年5月25日）出演[15]：加山なつこ / 翔田千里
- 漫画家 中華なるとの原点!! 義父 〜敦子〜 伝説となった名作「義父」第一作目を忠実に実写化!!（2014年7月7日）出演[16]：本田岬 / 浜崎真緒
- 原作売上本数10,000本!! 驚異の同人コミック実写化!! 母娘の檻〜地獄の始まり〜 原作 同人サークル四畳半書房（2014年8月1日）出演[17]：白木優子 / 上原亜衣 / 初美沙希 ※AV OPEN 2014参加作品。
- 待望の初コラボ!! 原作・タカスギコウ 淫戯の果て1 全2巻の人妻背徳長編コミックがついに忠実実写化!!（2014年8月7日）出演[18]：織田真子 / 音無かおり
- 原作・タカスギコウ 背徳長編コミック、ここに完結!! 淫戯の果て2 原作で描かれなかった衝撃の結末も実写化!!（2014年9月7日）出演[19]：織田真子 / 風間ゆみ / 音無かおり
- 夢のコラボが実現!! 原作・ポン貴花田×恋するヒロイン上原亜衣!! つぼみな奥さん とってもHでキュートな新妻長編コミックを忠実実写化!!（2014年9月25日）出演[20]：上原亜衣
- 華フック原作コミック 限界ぎりぎり実写化!! 母親失格 エリート親子のM豚寝取られ転落人生（2014年10月25日）出演[21]：澤村レイコ / 吉田花
- キャストリニューアルで再登場!! 原作・彩画堂 人妻オードリーさんの秘密 2 30歳からの不良妻講座 男とヤリまくる鳳さんのSEX物語 驚愕の完結編!!（2014年11月25日）出演[22]：千乃あずみ / 水野朝陽 / 広瀬奈々美
- 原作：御手洗佑樹 × 超S級女優の最強コラボ実写化!! いかにして母は女を解放したか 息子の同級生と母親の淫行を描いた超猥褻コミック!!（2015年1月7日）出演[23]：かすみ果穂 / 小早川怜子 / 水澤まお
- 原作・中華なると ヤク漬け悦楽コミック実写化!! 女捜査官 調教連鎖 人気女優豪華共演!! 淫猥な罠に堕ちる3人の美女たち!!（2015年1月25日）出演[24]：本田莉子 / 枢木みかん / 春原未来 / 木村つな
- 人妻背徳ドラマの伝道師 タカスギコウ原作!! ユメウツツ 友人の母親と少年の禁断物語を濃厚実写化!!（2015年5月25日）出演：KAORI
- 地獄再び!! 戦慄の同人作家・四畳半書房原作 いけにえの母 救いようのない超どん底輪姦コミックを実写化!!（2015年7月25日）出演：北川エリカ
- 中華なると原作 巨乳女教師調教コミックが復活!! 女教師 京子Re「再艶」 ～快楽調教室～（2015年9月7日）出演：織田真子
- 同人作家・かるきや原作 友母調教 ボクの母さんは試験期間中の3日間、同級生の玩具になる 少年達に輪姦される美人母を描いた人気同人コミックが忠実実写化!!（2015年10月25日）出演：白木優子
- 淫猥な昏睡SEXの極み!! 同人作家・黒猫スミス原作 母さんの女穴つかわせて 泥酔母に中出ししまくるドロドロ近親相姦コミックを実写化!!（2015年11月25日）出演：卯水咲流
- 原作 華フック 超絶凌辱競演大作 待望の実写化!! 根暗少年の復讐ハーレム調教計画 熟れコミ3周年記念作品（2015年12月8日）出演：翔田千里 / 西口あられ / 篠田あゆみ / 澤村レイコ
- 同人作家・黒猫スミス原作 禁断の寝込み相姦コミック続編!! 母さんの女穴つかわせて 後編 眠れる美人母孕ませ中出し生活を忠実実写化!!（2016年1月25日）出演：大島優香
- 同人サークル 四畳半書房原作 コミックイベント即完売の最新作!! 母の日と娘の日 救われない美人母娘の孕ませ調教コミックを実写化!!（2016年7月25日）出演：吹石れな / 埴生みこ
- タカスギコウ原作・秀逸の背徳長編コミックがついに登場!! 無明の渦 美しい母親達の禁断の肉体お受験戦争を忠実実写化!!（2016年12月25日）出演：友田真希 / 水野朝陽
- 澤村レイコ引退作 × タカスギコウ 蜜に群がる蟲 ～それは、歯ブラシ1本の万引きから始まった…～ 息子の同級生に調教される人妻を描いた長編作を渾身の実写化!!（2017年3月19日）出演：澤村レイコ
- 発掘!! 新星ねとられコミック作家・あらくれ原作 人妻とNTR下見旅行 忠実実写化!! 町内会長と巨乳妻の背徳淫猥の湯!!（2017年4月25日）出演：春菜はな
- 原作：御手洗佑樹の大傑作コミック × 二人の佐々木あき!! 相姦のレプリカ 芸能人の母に変装した伯母と息子の肉欲の日々を淫猥に実写化!!（2017年8月7日）出演：佐々木あき / 西口あられ
- 名作復活!! 中華なると原作　人気コミック「義父」シリーズの初期作品を再実写化!! 義父 ～百合子～（2018年7月25日）出演：森ほたる
- マドンナ15周年記念大作　第3弾!! 原作：華フック 圧倒的凌辱の殿堂が再び実写化!! 根暗少年の復讐ハーレム調教計画!!（2018年10月25日）出演：友田真希 / 小早川怜子 / 永井みひな / 伊達紗弥
- マドンナ初!!人妻背徳の伝道師!! 葵ヒトリ原作 眠らされ犯された巨乳未亡人（2019年2月7日）出演：佐山愛
- 原作：あらくれ 超人気NTRコミック実写化! 「故に人妻は寝取られた。」より 嵐の夜に（2019年3月25日）出演：三原ほのか
- 近親相姦のマエストロ タカスギコウ原作 奪姦 背徳の母子相姦に濡れる美母達の痴態を忠実に実写化!!（2019年4月7日）出演：白木優子 / 君島みお
- 祝!! 熟れコミ50作突破記念作品!! 熟女凌辱の新進気鋭!! 原作：越山弱衰 人妻ナンパNTR温泉 旅行先でナカよく種付けされました（2019年7月7日）出演：春菜はな / 織田真子
- 人気同人コミック初実写化!! 爆乳NTRの俊英!! 原作：篠塚裕志 俺が見たことのない彼女（2019年9月7日）出演：松本菜奈実
- 人気同人サークル「バス停シャワー」と初実写化コラボ!! 原作・桂井よしあき「夏、妻の選択…」寝取られ巨乳妻の欲負けNTR（2019年11月7日）出演：深田えいみ
- 水戸かなデビュー2周年記念 あのハードファック作品を再び実写化!! 原作・華フック 母親失格 ～私と息子の寝取られメス豚復讐劇～（2019年12月7日）出演：水戸かな
- 2019年を代表する人妻NTR最高峰の人気同人作品をマドンナで実写化!! 原作：プルポアゾン 母喰い ～おっとりお母さんが年下ヤリチンに狙われる時～（2020年1月7日）出演：一色桃子
- 初実写化!! マドンナ専属　神宮寺ナオ × 熟れコミ NTR調教の名手 武田弘光・原作 向日葵ハ夜ニ咲ク（2020年2月7日）出演：神宮寺ナオ
- 友田真希 × 熟れコミ!! 原作：越山弱衰 トンデヒニイル 欲求不満な熟女の爛れた汗だく性交を卑猥に実写化!!（2020年4月25日）出演：友田真希
- マドンナ専属 若い男の欲望に晒された人妻の痴態を淫らに実写化!! 原作：ミルフ書房 あこがれの叔母を寝取る（2020年9月7日）出演：三浦歩美
- マドンナ専属 希島あいり初熟れコミ!! 原作・Iris art 佐々木夏美の子宮が堕ちた日（2020年9月25日）出演：希島あいり
- マドンナ専属・妃ひかり 初熟れコミ!! 殿堂入りNTR作品「人妻とNTR町内旅行」の続編を忠実に実写化!! 原作・あらくれ 寝取られた人妻と寝取られる人妻（2020年10月7日）出演：妃ひかり / 吉根ゆりあ
- 人妻の熟れた肉体を気づかぬうちに快楽堕ちへと誘う無自覚NTRの名作!! 原作・こくだかや 15分の残業 店長視点・夫視点を描いたオリジナルエピソードも収録!!（2020年11月25日）出演：向井藍
- 催眠 × 寝取りの最高峰! 原作:愛上陸「催眠性指導」シリーズより 催眠性指導④妊娠体験指導（2020年12月7日）出演：北条麻妃、稲場るか
- マドンナ専属・白石茉莉奈 × 熟れコミ 原作：ビフィダス「不倫托卵温泉」－榊妙子さんの非日常 初めての不倫に溺れるウブな人妻の痴態を忠実に実写化!!（2021年1月25日）出演：白石茉莉奈
- 原作:中華なると 魔叔父　極上専属美熟女 熟れコミ《初》登場!! 貞淑な人妻を辱めて快楽漬けに堕とす羞恥調教の数々を忠実に実写化!!（2021年2月7日）出演：木下凛々子
- 専属・岡江凛 × 熟れコミ!! 原作:からあげチャン 友達のお母さんとセフレになりました。 ～肉感美熟女の秘めた発情性交を卑猥に実写化!!～（2021年2月25日）出演：岡江凛
- 肉感美熟女の伝道師が描く淫らな世界観を専属・風間ゆみで卑猥に実写化!!! 原作・越山弱衰 噂の女 実写オリジナル筆下ろし & 4Pエピソードもたっぷり収録濃密4本番!!（2021年4月7日）出演：風間ゆみ
- 原作:フエタキシ 商店街の穴妻たち 素直な巨乳妻を従順な雌へと変貌させる言いなり種付け性交を忠実に実写化!!（2021年5月25日）出演：水野朝陽
- Madonna専属2周年記念作品 伝説の人妻羞恥調教コミックが再び実写化!! 中華なると原作 義父 ～裕美の昼下がり～（2021年6月7日）出演：神宮寺ナオ
- 初音みのり × 熟れコミ 原作・山本善々 何となく結婚した私の浮気 貞淑な人妻の溢れんばかりの性欲を淫らに実写化!!（2021年6月25日）出演：初音みのり
- マドンナ専属Kカップ美熟女が絶倫チ〇ポで悶え狂う!! 原作：黒巣ガタリ 夏妻 ～夏、旅館、ナンパ男達に堕ちる妻～（2021年7月25日）出演：叶愛
- 中華なると原作 女教師 京子 ～快楽調教室～ 伝説の女教師調教コミックを再び実写化!!（2021年8月25日）出演：初川みなみ
- 中華なると:原作 女教師礼子 ～催淫調教室～ 厳格美麗な淑女を快楽漬けに溺れさせる!!（2021年9月28日）出演：白石茉莉奈
- 専属 本田瞳 初熟れコミ!! 累計5万DL!!部下と上司の秘密の関係を激しくやらしく描いた人気同人を忠実実写化!! 原作：針玉ヒロキ チョロい、上司（2021年10月26日）出演：本田瞳
- 愛弓りょう × 熟れコミ!! 原作：みな本 妻に黙って即売会に行くんじゃなかった（2021年11月9日）出演：愛弓りょう
- 専属・木下凛々子が背徳の母子相姦に悶えイキ!! 原作：gonza 息子に跨る日 ～母と息子のハメ撮り記録～（2021年11月9日）出演：木下凛々子
- S級専属・児玉れな × 熟れコミ 原作：多摩豪 破滅の一手 ～苦悩と快楽の果てに人妻女教師が選んだ最悪のシナリオ～（2021年12月14日）出演：児玉れな
- 大人気! 王道ネトラレ同人を初川みなみで実写化!! 原作:はいとく先生 あなたの望み（2021年12月28日）出演：初川みなみ
- 専属Iカップ美熟女を服従調教!! 原作：タカスギコウ 蜜に群がる蟲 年下男に凌辱され尽くす巨乳妻の卑猥な痴態を再実写化!!（2022年1月25日）出演：小笠原るい
- 史上最高のKカップ美熟女が再び絶倫チ〇ポに悶絶絶頂!! 原作：黒巣ガタリ 夏妻 2 ～夏、自宅、ナンパ男達に堕ちた妻～（2022年3月22日）出演：叶愛
- 大人気!!「義父」シリーズを栗山莉緒で卑猥に、艶やかに、再実写化!! 原作:中華なると 義父 ～百合子～（2022年4月26日）出演：栗山莉緒
- 禁断の近親中出し契約!! 原作：チンジャオ娘 熟れ姉 ～30代からの都合が良すぎる姉弟関係～（2022年6月28日）出演：叶愛
- 原作：ビフィダス 泥酔背徳温泉―主婦・篠原雪枝さんの火遊び 理性を狂わす湯煙絶頂輪姦（2022年6月28日）出演：西村ニーナ
- 原作:フエタキシ 商店街の穴妻たち2 従順な巨乳妻を無責任種付け調教!! 初見でも安心! エピソード1も新規収録!!（2022年7月26日）出演：君島みお
- 原作：山雲 無題のドキュメント 鬱勃起120%!! 人気NTR同人を忠実実写化!!（2022年8月23日）出演：安みなみ
- 原作：アルプス一万堂 【朗報】激安風俗で大当たり引いたwww どちゃシコボディ美熟女と濃密汗だくSEX! 白石茉莉奈豪華4本番!!（2022年8月23日）出演：白石茉莉奈
- 平凡な人妻を襲う理不尽な「種付け中出し」の日々…!! 人気同人を忠実実写化!! 原作：関西オレンジ 孕ませゲーム　706号室 間々田道子を孕ませたら勝ち。（2022年10月11日）出演：木下凛々子
- 友田真希デビュー20周年記念コラボ!! 原作：越山弱衰　『不貞　With…』より「ワンルームブルーム」 日常の裏で快楽にハマる女上司と部下の中出し不倫SEX豪華4本番!!（2022年11月22日）出演：友田真希
- 愛弓りょう 圧巻の痴態誘惑コラボ!! 原作・HGTラボ　自治会の人妻はとてもHでした。副会長・一ノ瀬真美編 童貞男を翻弄する美人妻の濃密筆おろし交尾を実写化!!（2022年12月13日）出演：愛弓りょう
- 原作：多摩豪 満ち足りたセイ活 ～狙われた眼鏡地味妻～ 人妻の幸せな日常を壊す理不尽凌辱レ〇プを忠実実写化!!（2023年1月24日）出演：黒川すみれ
- 女性の”妖艶さ”と”母性”を生々しく描くダークエロスな人気同人を忠実に実写化!! 原作:南方ヒトガクシキ 郭公の巣（2023年2月14日）出演：弥生みづき
- 原作:舞六まいむ 彼女のママは僕のセフレ 欲求不満の巨乳妻とヤリまくり中出し三昧!!! 理性を狂わす圧倒的肉感ボディを忠実に実写化!!（2023年3月28日）出演：吉根ゆりあ
- 【母親 × 息子】の人気同人作品 待望の実写化!! 僕の母さんで、僕の好きな人。（2023年4月11日）出演：木下凛々子
- 祝!! 一乃あおい専属一周年記念コラボ!!! 原作:中華なると 准教授亜砂子 ～美肉秘書化～ 高慢美熟女を徹底的に快楽調教で追い詰める完全服従劇を初実写化!!（2023年4月11日）出演：一乃あおい
- 累計6万DL越え!! 究極の逆3Pハーレム同人を全編丸ごと忠実実写化!! 原作：サークルしまぱん 巨乳が2人いないと勃起しない夫のために友達を連れてきた妻 おまけの職場コスFUCKエピソードも特別追加!!（2023年4月25日）出演：逢見リカ / 小花のん
- 肉感美女コミックの最高傑作!! とろかせおるがずむ 陰の蔓糸（2023年5月9日）出演：吉根ゆりあ
- 義父の淫技に支配される美嫁の痴態を卑猥に描いた人気同人が忠実実写化!! 原作：雷酸水銀 老練兵 実写オリジナル濡れスケ羞恥性交も追加収録!!（2023年5月23日）出演：倉多まお
- 累計3万DL越え!! 某SNSで話題沸騰した「理想の女上司」がMadonnaで実写化!! 原作・IV VA SHIN 職場の先輩 SNSでは公開しきれなかった卑猥なSEXシーンを再現!! さらに実写オリジナル社内FUCKも特別収録!!（2023年6月27日）出演：君塚ひなた
- FA●ZA同人総売上12万DL越え!! 原作：clone人間 NTRミッドナイトプール 高学歴美熟女の壮絶アクメ連発を過激に描いた狂宴作品がついに実写化!!（2023年8月22日）出演：篠田ゆう
- 元騎士団長 巨乳人妻、卑劣な敵 戦場は寝床（2023年9月12日）出演：神宮寺ナオ
- ハナミズキ 原作 ロシナンテ 前日譚「うらぎりベッドルーム」 第一話「最低の女」を同時収録。（2023年9月26日）出演：栗山莉緒
- 祝! 熟れコミ100作記念作品 原作:プルポアゾン 母喰い ～ヤリチン旅行編～ シリーズ累計10万ＤＬ越え!! 伝説的人気同人作品の続編をマドンナで実写化!!専属・木下凛々子大ボリュームの豪華6本番収録!!（2023年11月14日）出演：木下凛々子
- 累計15万DL!! 原作：ヘリを　となりのあやねさん 隣人と魅惑の肉体関係を卑猥に描いた人気同人をマドンナで忠実実写化!!（2023年11月28日）出演：新井リマ
- 原作：黒巣ガタリ かのまましんどろーむ 娘の彼氏をこっそり寝取り!! 大人気同人サークル「DOLLPLAY」が描く彼女の母の肉感ボディが魅せる妖艶な痴態をマドンナで忠実実写化!!（2023年12月12日）出演：田中ねね
- 専属・藤かんな 初の熟れコミコラボ!! 溢れる母性で全てを受け入れる癒しの快感を完全実写化!! 原作：ほーすている 母に似たひと ―彼女の母と中出し交尾に溺れて―（2024年2月13日）出演：藤かんな
- 究極の人妻羞恥調教コミックが専属・小花のんで再び実写化!! 中華なると原作 義父 ～裕美の昼下がり～（2024年3月26日）出演：小花のん
- 祝!! 葉山さゆりデビュー1周年記念!! 熟れコミコラボ!! 原作：灰司 近女誘惑　ママ編（2024年4月9日）出演：葉山さゆり
- シリーズ累計12万DL超え!! 原作：越山弱衰 イイ湯湧いてます ムッチリビキニFUCKを描いた続編「イイ湯湧いてますかぽ～ん」 & 実写だけのオリジナルエピソードも追加!!（2024年5月28日）出演：日下部加奈
- 累計10万DL!! 人気NTR同人を実写化!! 原作：HGTラボ 月夜のみだれ酒 ～人妻は酔い潰れた夫の側で同僚に寝取られる～（2024年6月11日）出演：椎名ゆな
- シリーズ累計15万DL!! 原作：サークルしまぱん  巨乳が二人いないと勃起しない夫のために友達を連れてきた妻 2 究極の逆3Pハーレム同人続編を完全実写化!! おまけのバニーコスFUCKも特別収録!!（2024年7月9日）出演：水川スミレ / 美園和花
- 庵ひめか 初原作コラボ!! 2次元超え規格外Lカップ!! 原作：Yatomomin かなさんNTR 裏垢男子に快楽堕ちの爆乳恵体妻をイカせ調教配信!!（2024年8月13日）出演：庵ひめか
- 累計販売数10万DL突破!! 清純な巨乳妻を寝取らせる人気シリーズが待望の実写化!! あなたが望むなら（2024年9月10日）出演：白石茉莉奈
- 原作：ビフィダス 交わりの宿 雑誌掲載時にアンケート1位独走 & 電子書籍で記録的売り上げを叩き出した超人気作を忠実実写化!!（2024年9月24日）出演：愛弓りょう / 姫咲はな
- 累計100000DL越え!! 限界突破!!背徳交尾５本番!! 原作：バッドエンドドリーマー 寝取らせ、ご検討ください 夫公認不倫にハマった人妻の快楽劇を 完結編まで全て実写化!!（2024年11月26日）出演：沙月ふみの
- 究極にして王道の寝取られ同人がついに実写化!!!! 原作：ろいやるびっち 妻が、他人の雌になるまで。―ショートカット巨乳妻・佐々木美咲編―（2024年11月26日）出演：推川ゆうり
- 原作：只野めざし 夏 田舎帰りのお手伝い 全身ビチョ濡れ汗だく中出しに溺れる人妻の痴態!! 続編「秋・田舎帰りのお手伝い」もまさかの特別実写化!!（2025年1月14日）出演：朝日りお
- シリーズ累計20万DL!! サークルひとのふんどし 原作：ゆきよし真水 元ギャルママが急にできた件。 全編丸ごと実写化!! さらには原作者完全監修の オリジナルエピソードも追加収録!!（2025年1月28日）出演：竹内有紀
- シリーズ累計20万DL!!サークルひとのふんどし 原作：ゆきよし真水 元ギャルママが急にできた件。 全編丸ごと実写化!! さらには原作者完全監修の オリジナルエピソードも追加収録!!（2025年3月11日）出演：木下凛々子
- 原作：星野竜一 人妻 × 3湯けむり凌情 累計10万DL越え!! 圧巻の拘束輪姦劇!! 旅先で羽を伸ばす人妻たちを 容赦無く叩き堕とす凌辱調教!! Madonnaで忠実実写化!!!（2025年4月8日）出演：逢見リカ / 有岡みう / 弥生みづき
- 原作：師走の翁 人妻催眠コンビニ肉便器 カルト的人気同人作品が ついに完全実写化!! 巨乳妻を常識改変!! 職場限定オナホとして 公衆便所肉穴に特別採用!!（2025年5月13日）出演：庵ひめか
- 原作：アルプス一万堂 俺のマチアプ体験記～普通の主婦が一番エロい～ 欲求不満なムッチリ巨乳妻との中出し不貞を忠実実写化!! 原作者完全監修のオリジナルエピソードもたっぷり追加!!（2025年7月8日）出演：北野未奈
- 原作：下級武士 私は妻で母で、ただの雌 強気な人妻を徹底的に服従! 分からせ不貞調教の決定版を完全実写化!!（2025年7月22日）出演：逢沢みゆ

### ベスト・総集編作品
- 中華なると原作 Madonna祝15周年記念豪華版!!!! 熟れコミ全13タイトルBOX16時間（2019年1月7日）出演：水城奈緒 / 浜崎りお / 仁科百華 / 川上ゆう / 浜崎真緒 / 森ななこ / 深田梨奈 / 羽月希 / 枢木みかん / 春原未来 / 木村つな / 北条麻妃 / 織田真子 / 大槻ひびき / 森ほたる
- 華フック原作 凌辱の巨匠が描く熟れコミ実写化初BEST8時間（2020年2月7日）出演：翔田千里 / 加山なつこ / 篠田あゆみ / 澤村レイコ / 吉田花 / 友田真希 / 小早川怜子 / 永井みひな / 伊達紗弥
- タカスギコウ原作 背徳の伝道師が描く熟れコミ実写化初BEST12時間（2020年12月25日）出演：織田真子 / 澤村レイコ / 風間ゆみ / 白木優子 / 君島みお / 友田真希
- 人妻 × 温泉 熟れコミ秘湯コレクション8時間 火照りゆく素肌、”浴衣”と”理性”が徐々に緩んで―。（2022年4月12日）出演：白石茉莉奈 / 北条麻妃 / 稲場るか / 叶愛 / 妃ひかり / 春菜はな / 織田真子 / 佐山愛

## 題材となった作品・作者
- 唄飛鳥 - 『侵蝕の刻 〜兄嫁の咽び〜』
- 鬼窪浩久 - 『人妻隷嬢 真理子』
- 彩画堂 - 『人妻オードリーさんの秘密 30歳からの不良妻講座』
- タカスギコウ - 『淫戯の果て』
- 中華なると - 『隷従契約 美囚芸能オフィス』、『人妻雪絵 〜喉腰悦楽園〜』、『義父』、『女捜査官 調教連鎖』
- 艶々 - 『たとえば母が』、『密やかに熟れる花』（原作：宇野みづき）
- 御手洗佑樹 - 『いかにして母は女を解放したか』
- 華フック - 『母親失格 私と息子のメス豚寝取られ性教育』、『母親失格 私と息子のメス豚寝取られ復讐劇』、『母親失格 エリート親子のM豚寝取られ転落人生』（※同人作品・デジ同人）
- 風船クラブ - 『勃起する母、濡れる息子』（「ム・レ・マ・マ」、「熟恋」収録）
- ポン貴花田 - 『つぼみな奥さん』
- 御手洗佑樹 - 『人妻落とし』
- 四畳半書房 - 『母娘の檻 〜地獄の始まり〜』（※同人作品・デジ同人）